# Барятинская, Ольга Викторовна
Княжна Ольга Викторовна Барятинская (2 октября 1865, Женева — 9 февраля 1932, Рим) — русская художница, меценатка.

## Биография
Родилась в 1865 году в Женеве. 
Отец — капитан 1-го ранга князь Виктор Иванович Барятинский (1823—1904) адъютант (флаг-офицер) адмиралов В. А. Корнилова и П. С. Нахимова во время Севастопольской обороны. Дядя — покоритель Восточного Кавказа генерал-фельдмаршал Александр Иванович Барятинский (1815—1879).
Мать — Мария Аполлинарьевна, урождённая Бутенева (1835—1906), фрейлина двора (1852), дочь дипломата А. П. Бутенева (1787—1866).
Сестра, Мария Викторовна Барятинская (1859—1932), также была художницей. Сестры были близки друг к другу и отличались общностью интересов, поэтому между их биографиями может возникать путаница. 
После того, как Виктор Иванович вышел в отставку с военной службы (1856), семья преимущественно проживала заграницей. 
Ольга Викторовна большую часть жизни прожила в Италии, но никогда не порывала связей с Россией. От родителей она унаследовала усадьбу Шереметьево-Песочня Рязанской губернии (ныне  Шереметево-Песочня — жилой микрорайон в черте Рязани, усадебные постройки сохранились частично, часть произведений искусства, хранившихся в доме, после революции поступили в Рязанский художественный музей). Увлекаясь живописью, стала одним из главных спонсоров Кружка поощрения молодых художников в Риме, который оказывал материальную поддержку художникам из Российской империи, оказавшимся в Вечном городе. 
Сама являлась неплохой художницей (натюрморты, портреты, жанровые сцены). Стала одной из семи русских женщин-художниц (наряду с Анной Имеретинской, Еленой Поленовой, Софьей Юнкер-Крамской и др.), чьи картины были отобраны для экспонирования на Всемирной выставке 1893 года в Чикаго. 
В марте 1917 года стала одним из организаторов и экспонентов выставки русских художников в Риме, на которой выставляли свои работы как молодые авторы-авангардисты (Н. С. Гончарова, М. Ф. Ларионов, М. Е. Кац), так и представители старшего поколения, последовательные академисты (С. В. Бакалович). 
После революции в Россию не возвращалась. В 1927 году получила гражданство Швейцарии, на которое имела право, как лицо, рождённое в этой стране.
Умерла в 1932 году в Риме и была похоронена на кладбище Тестаччо.